# Ardisia villosa
Ardisia villosa Roxb. – gatunek roślin z rodziny pierwiosnkowatych (Primulaceae). Występuje naturalnie w Chinach (w prowincjach Kuangsi, Guangdong, Hajnan i Junnan), na Tajwanie, Mjanmie, Tajlandii, Laosie, Wietnamie, Kambodży, Malezji, Indonezji (w Kalimantanie, na Jawie i Sumatrze) oraz na Filipinach. 

## Morfologia
PokrójZimozielony krzew dorastający do 1–3 m wysokości, tworzący rozłogi.
LiścieBlaszka liściowa ma eliptycznie lancetowaty lub lancetowaty kształt. Mierzy 5–15 cm długości oraz 1,2–5 cm szerokości, jest piłkowana na brzegu, ma klinową nasadę i ostry lub spiczasty wierzchołek. Ogonek liściowy jest nagi i ma 5–10 mm długości.
KwiatyZebrane w wierzchotkach przypominających baldachy, wyrastają z kątów pędów. Mają działki kielicha o owalnie lancetowatym kształcie i dorastające do 2 mm długości. Płatki są owalne i mają różową barwę oraz 5–6 mm długości.
OwocPestkowce mierzące 5 mm średnicy, o kulistym kształcie.

## Biologia i ekologia
Rośnie w lasach oraz na terenach bagnistych i skalistych. Występuje na wysokości od 500 do 1500 m n.p.m.

## Zmienność
W obrębie tego gatunku oprócz podgatunku nominatywnego wyróżniono jeden podgatunek:
- A. villosa subsp. brevisepala C.M.Hu